# Central Darling Shire
Koordinaten: 31° 34′ S, 143° 22′ O

Central Darling Shire ist ein lokales Verwaltungsgebiet (LGA) im australischen Bundesstaat New South Wales. Das Gebiet ist 53.492,2 km² groß und hat etwa 1.700 Einwohner.
Central Darling liegt tief im Westen des Staates, etwa 960 km entfernt von der Metropole Sydney. Das Gebiet umfasst 7 Ortsteile und Ortschaften: Sunset Strip, Wilcannia und Teile von Ivanhoe, Menindee, Mossgiel, Tilpa und White Cliffs. Der Sitz des Shire Councils befindet sich in der Stadt Wilcannia im Zentrum der LGA, wo knapp 540 Einwohner leben.
Das Shire ist die größte LGA in New South Wales, es gibt aber nur zwei LGAs mit weniger Einwohnern.

## Verwaltung
Anfang der 2010er Jahre hatte das Shire mehrfach finanzielle Hilfen des Staats in Anspruch nehmen müssen, verschärft hatten die Situation unter anderem schwere Überflutungen im Sommer 2010/11. Nachdem die Verantwortlichen die Finanzen nicht in den Griff bekamen, wurde 2014 der gewählte Council von der Staatsregierung abberufen und ein Administrator zur Verwaltung eingesetzt. Da die Konsolidierung keine ausreichenden Fortschritte zeigte, wurde die Administration mehrfach bis 2024 verlängert. Schließlich wurde beschlossen das Shire in ein „rural and remote shire“ umzuwandeln, dessen Council mit jeweils drei gewählten und drei von der Provinzregierung bestellten Vertretern besetzt werden soll. Die Wahl der drei Vertreter soll bis Mitte 2025 erfolgen.
Von 2008 bis zur Abberufung 2014 hatte der Central Darling Shire Council neun Mitglieder, die von den Bewohnern der drei Wards gewählt worden waren (je drei Councillor aus A, B und C Ward). Diese drei Bezirke sind unabhängig von den Ortschaften festgelegt. Aus dem Kreis der Councillor rekrutierte sich der Mayor (Bürgermeister) des Councils. 2004 waren noch zwölf Councillor gewählt worden (vier in jedem Ward).